# リコリス・リコイル
『リコリス・リコイル』(Lycoris Recoil) は、A-1 Pictures制作による日本のアニメーション作品。アサウラのストーリー原案によるオリジナル作品である。2022年7月から9月にかけてBS11、TOKYO MXほかにて放送されたテレビアニメ。また、新作アニメの制作が決定しているほか、ショートムービー「『リコリス・リコイル』Friends are thieves of time.」が2025年4月から5月まで配信された。公式略称は「リコリコ」。
犯罪を未然に防ぎ、人知れず平穏な日々をもたらす秘密組織の支部である和カフェ喫茶リコリコの店員で、その秘密組織のエージェントであるリコリスとしての顔を持つ二人の少女が様々な事件に立ち向かう姿を描く。
『WORKING!!』や『ソードアート・オンライン』シリーズなど数々の作品でキャラクターデザイン・総作画監督として知られる足立慎吾の初監督作であり、ストーリー原案は『ベン・トー』のアサウラ、キャラクターデザインは『この美術部には問題がある！』のいみぎむるが担当する。

## あらすじ
世界一の治安の良さで定評のある国、日本。その治安の良さの裏側には、犯罪者を極秘裏に抹殺・消去する極秘の治安維持組織「DA」の存在があった。DAは孤児を養成して殺人技術を身に付けさせた少女暗殺者「リコリス」を数多く擁し、普段は女子高生に偽装した姿で市中に潜伏させ、有事の際に任務を与えて犯罪者を暗殺することで日本の治安を守っていた。
東京都内にある一軒の喫茶店「喫茶リコリコ」は、DAの支部としての裏の顔を持っており、そこには歴代最強と称されたリコリスで、看板娘として親しまれる底抜けに明るい少女・錦木千束が所属していた。そんなある日、DA本部からリコリスの井ノ上たきなが異動してくる。彼女は銃器密売の犯人を仲間とともに追い詰めていたが、人質に取られた仲間を救うべく、犯人を殺すなという命令に背いたため、本部から左遷されてきたのだった。
たきなは当初「リコリスとして一刻も早く実績を上げて本部に戻る」ことにこだわっていたが、千束との交流の中でリコリスとしてではない一人の少女としての生き方を学んだことでそれまでのこだわりを捨て、千束との絆を深めていく。
同じ頃、日本の異常なまでの治安の良さに不審を抱くテロリスト・真島が、その原因を探るべくテロ活動を開始する。また、病に苦しんでいた幼い千束を救った慈善団体「アラン機関」のメンバーである紳士・吉松シンジも、「千束を最強の殺し屋として覚醒させる」という自分の願望を達成するため、真島などの裏社会の人間と手を組み、千束とたきなを戦いの場へと誘う。
そんな中でも千束は、幼い頃に誓った不殺の信念を貫き、あらゆる困りごとを解決するトラブルシューターとして東京を駆け巡る。

## 登場人物

### 喫茶リコリコ
錦木 千束（）
声 - 安済知佳
本作の主人公の一人。黄色がかった白髪ボブカットに赤いリボンを付けた少女。17歳。誕生日は9月23日。血液型はAB型。身長は162センチメートル。座右の銘は「やりたいこと最・優・先」。喫茶リコリコで看板娘として親しまれるほか、幼稚園の手伝い、日本語学校の講師、暴力団の抗争の手打ち、漫画家へのアドバイス、ボディガードなど多岐にわたる人助けをしている。ただし人助けするのは「依頼された場合のみ」と自らルールを定めている。
卓越した洞察力と常人離れした視覚によって相手の射線と射撃タイミングを見抜き、至近距離から放たれた銃弾すら回避する「天才」。また、フランス語を含む語学も堪能で、外国人とも自然にコミュニケーションすることができる。
「命大事に」を信条としており、非殺傷弾を用い死者を出さずに戦闘を行い、負傷者に対しては敵であっても状況が許す限り応急処置を施す。かつて旧電波塔を一人で真島たちテロリストから護ったとされ、リコリスの間では有名な存在。緊急時には喫茶リコリコの店長であるミカの指示により歴代最強のファーストリコリスとして活躍する。
その「才能」は幼少期からファーストリコリスの制服を与えられるほどだったが、先天性心疾患を患っており、余命は長くなかった。しかし吉松シンジに「殺しの天才」と認められたことで、アラン機関の支援による最新型の無拍動人工心臓を移植された過去をもつ。手術前に偶然接触した吉松の名前も真意も知らないまま自身を支援した恩人と信じ、会って感謝を伝えるべくDA本部を離れて喫茶リコリコを始め、恩人と同じ救世主となるべく不殺を通している。しかし肝心の恩人の顔を覚えておらず、吉松が初めて喫茶リコリコを訪れた際も、10年以上ぶりに再会したとは全く気付かず、気が合う常連客としてしか見ていなかった。
使用する拳銃は「殺しの天才」として才能を認められた千束が、吉松から贈られた特別製。45口径の弾薬を使用し、銃身は切り詰められ、銃口には近接格闘用のストライクフェイスが取り付けられている。
延空木での真島との最終決戦後、人工心臓の不調により気を失うが、ミカたちの手でリコリス本部に担ぎ込まれ、新型の人工心臓に交換された。目覚めた後、リコリス本部が自分たちにリリベルを差し向けた経緯などから、いずれ殺処分されるのではないかと危惧し、本部を脱出し伊良部島に逃走、現地で観光を楽しんでいた。しかし、リコリスとしてではなく友人として後を追ってきたたきなによって捕縛される。その後、吉松から幼い頃に贈られたフクロウのチャームを海に投げ捨て、彼への想いや関係と決別。喫茶リコリコの仲間達とともにハワイに渡り、キッチンカーで喫茶店を再開する。
 井ノ上 たきな（）
声 - 若山詩音
本作の主人公の一人。黒いロングヘアの少女。喫茶リコリコでの仕事の際はサイドに縛りツインテールに髪型を変えている。16歳。誕生日は8月2日。血液型はA型。身長は160センチメートル。物語開始前に京都から東京へ異動し、正確な射撃を武器に優秀なセカンドリコリスとして活動していたが、第1話冒頭における命令違反の責任を問われ、喫茶リコリコに転属を命じられた。喫茶リコリコではフロア業務を担当している。
無駄を嫌う合理的な性格。喜怒哀楽に乏しく、ですます調で淡々と話す。合理的と判断すれば、手段を選ばず行動するなど、良識に欠ける部分がある。また、ファッションにも無頓着で、千束と出会うまではトレーニングウェアとリコリスの制服以外を所持しておらず、さらには男物のトランクスを「機能的である」と気に入り着用するなど一般常識にも疎い部分がある。喫茶リコリコへの転属に納得しておらず、DA本部のリコリス寮が自分の居場所だと考えていたため、当初は喫茶リコリコの仕事で成果を出してDAに戻ることを望んでいたが、千束から一人の少女として「自分のしたいことをする」生き方を学んだことでDAにこだわらなくなり、喫茶リコリコの一員として溶け込んでいく。
使用する拳銃はDA本部所属時代から継続して使っている。他のリコリスが同じタイプの拳銃を使用するなかで、たきなだけは別種のものを使う。千束やリコリスたちの拳銃とは異なり、たきなの拳銃は9ミリパラベラム弾を使用する。
千束の影響で敵対者でも「命を大事に」するようになったが、銃撃戦では実弾を使用しており、せいぜいが「命に別条のない箇所を狙う」程度である。吉松が千束の生死を握る状況になった際は彼への殺意を剥き出しにし、真島との最終決戦後に延空木から転落死しかけた千束を間一髪救出。人工心臓の交換手術後にリコリス本部から脱走した千束を捕縛後、喫茶リコリコの一員としてハワイに渡る。
 中原 ミズキ（）
声 - 小清水亜美
長い茶髪に赤縁メガネの女性。27歳。誕生日は6月5日。血液型はO型。喫茶リコリコの店員。任務時は自動車の運転、ヘリコプターの操縦や尾行等で千束たちの任務をサポートしている。もともと孤児でリコリスになるべくDAに育てられたが落第しリコリスになれず、その後情報部に所属していた元DA情報部員で、千束との付き合いは長い。結婚願望が強く喫茶リコリコでの出会いを期待している。酒に強く、晩酌しながら結婚雑誌を読むのがルーティーン。
 クルミ
声  - 久野美咲
金髪の小柄な女性。見た目は幼く見えるが年齢不詳で、演歌を好むなどの趣味を持つ。誕生日は12月16日。血液型はAB型。その正体はネット黎明期から活動する「ウォールナット」という最強のハッカーで、過去30年で何度も死んだと噂される。アラン機関に対する興味からDAをハッキングする依頼を受けたが、そのせいでDAとアラン機関の両方から命を狙われており、死を偽装し喫茶リコリコに身を隠すことになった。一応は店員ということになっているが店の手伝いをすることは珍しく、テレビゲームやボードゲームで遊んでばかりいる。なおテレビゲームに偽装したGUIを用いてコンピュータを不正操作する場面もある。任務時は押入れの中にあるパソコンブースでサイバー戦を担当している。VR空間でのアバターや逃走時の変装にはリスの着ぐるみを使用している。
 ミカ
声 - さかき孝輔
喫茶リコリコの店長。男性。48歳。誕生日は7月13日。血液型はO型。元DAの訓練教官で、千束の父親的存在。元DAの司令でもあったが、10年前の電波塔事件をきっかけに司令を外れた。DAからの連絡を受けて千束に仕事の指示を出す現場指揮官としての役割も担っている。体格は大柄で、濃い褐色の肌に縮毛を長く垂らし、口ひげに眼鏡をかけた風貌。温和な性格。長距離の歩行時にはロフストランドクラッチを使用しているが、これは周囲に自分の強さを悟らせないための演技であり、実際は杖がなくとも歩行できる。喫茶リコリコではスイーツ作りに精を出しており、コーヒーの味も絶品。
かつて吉松とは公私に渡るパートナーで、人工心臓移植後の幼い千束を託された。久しぶりに再会した吉松から千束の殺しの才能を活かしていないことを責められ、救世主となるべく人助けをし「命大事に」を信条として不殺を通す千束の思いと板挟みになり苦悩する。
最終話で重傷を負った吉松にとどめを刺して人工心臓を奪い、吉松が書いた千束あての遺書めいたメッセージカードを処分し、千束に吉松の死を知らせず手術を受けさせた。

### DA（Direct Attack）
春川 フキ（）
声 - 河瀬茉希
ファーストリコリス。17歳。誕生日は9月24日。血液型はA型。制服は千束同様に赤色、焦げ茶の髪をしている。たきなの元パートナー。千束がDA在籍時にリコリス棟の同室であったことからお互いよく理解している仲であるが、犬猿の仲でもある。千束を含め周囲の仲間をよく観察しており、粗暴な言動ながらも生真面目で仲間思いな性格をしている。
小柄な身体を活かしての高速移動と体術を得意としており、これは特に大柄な男性相手に極めて高い効果を発揮する。その実力は模擬訓練において、たきなを含めたセカンドやサードの集団を相手にフキ一人で勝利するほど。ファーストリコリスにふさわしい高い戦闘力を持つ。セカンド以下のリコリスには知らされていない「DA以外の組織やそれらを統括する上位の存在」についても千束と同様に知っているとたきなは考えている。
訓練教官だったミカへの憧れがあるが、本人はひた隠しにしている。
使用している拳銃は東京のリコリスの標準的装備であるグロック21。
設定資料集（上巻）で原案者へのインタビュー記事が記載されているが、企画当時は主人公として考えられていたキャラクターであった事も判明している。髪型については足立監督からの要望を聞きつつ、映画俳優を参考にしながら今の姿になったと語られている。またスカートが長くタイツを履いているがこれは千束との違いを出すアイディアからこの姿になっている。
乙女 サクラ（）
声 - 小市眞琴
セカンドリコリス。15歳。誕生日は3月6日。血液型はB型。左遷されたたきなに代わって北海道支部より配属されたフキの現パートナー。茶色のツーブロックヘアをした少女。
言葉遣いの最後に「ッス」をつけるのが口癖。たきなや千束に悪気なく挑発的な言動を繰り返す勝ち気な性格で、「功績をあげてファーストになりたい」という目標を持つ野心家。一方でフキには懐いており、仕事一辺倒でもないお調子者。未熟で軽率な一方で、度胸と決断力に長け、秀でた射撃能力を持っているが、それゆえに射線が読まれやすく、訓練の際には千束に弾丸をかすらせることもできなかった。
楠木（）
声 - 沢海陽子
DAの司令官であり、全リコリスを統括する指揮官。赤髪短髪の中年女性。ミカとはお互い信頼関係にある。高い実力を持ちながらリコリスの使命を果たそうとしない千束には会うたび嫌味を言い、千束も反抗的な態度で関係は悪い。一方で千束の能力を助手に解説したり、上層部からの千束の動員命令には苦渋の表情を浮かべるなど、度々気に掛けている描写もある。千束も楠木のことを「私のファン」と称していた。
蛇ノ目 エリカ（）
声 - 八神結香
赤みがかったピンクの髪のセカンドリコリス。第1話において武器取引の現場で人質にされてしまい、たきなが転属する原因を作ったことを悔やんでいる。
篝 ヒバナ（）
声 - 三重野帆貴
金髪のセカンドリコリス。エリカのパートナー。
左遷されたたきなとの関係について悩むエリカを心配し、その仲直りを手伝った。
山岸（）
声 - 日野佑美
都内でリコリスの検診・治療を担当する女医。
虎杖（）
声 - 岩田光央
DA上層部の男性。真島によってリコリスの映像が公開されると、DA本部に現れリコリスの殺処分決定を通達、楠木に代わって指揮を執り、リリベルを出動させた。クルミの偽映像で事件がごまかされると作戦を中止し、DAから引き揚げた。

### アラン機関
吉松 シンジ（）
声 - 上田燿司
アラン機関の一員だが普段はビジネスマン風の体裁をしている。ミカの旧友として喫茶リコリコの常連客となっており、千束からは「ヨシさん」と呼ばれている。秘密裏にウォールナットにDAへのハッキングを依頼し、ロボ太にウォールナットの殺害を依頼した。
「優れた才能は世界に届けられなければならない」という持論に沿って、「殺しの天才」である千束にアラン機関の支援で人工心臓を移植した。その際は名前を名乗らず「さしずめ、君の救世主だ」と千束に自己紹介しており、その言葉は千束に「私も救世主となる」という目標を持たせるきっかけとなった。
しかし吉松本人は千束の才能に対して最強の殺し屋として開花してほしいと願っており、そのために真島と協力し、たきなを利用して千束を殺人に駆り立てようとする。
アラン機関では「支援者への直接的な接触」「過去に支援した者への二度目の支援」は禁じられているが、吉松はこれら2つのタブーを犯している。
姫蒲（）
声 - 大谷理美
吉松の秘書。真島が千束に興味を持つようロボ太に指示している。優れた戦闘能力を持つ。

### 敵対者
真島（）
声 - 松岡禎丞
電波塔事件・地下鉄駅襲撃・サードリコリス殺害など一連の事件を起こしたテロリストグループの一人。日本に入国した雇われテロリストたち全員が失踪する理由の究明とその解決のためにDAを潰すことを目的としていたが、ロボ太の情報提供でアランチルドレンの千束に執着するようになる。電波塔事件当時に幼い千束と交戦したが、全く歯が立たず制圧されている。先天的に視力がなく、音を反響させることで、聴覚だけで物や人の位置を正確に把握できる特異な「才能」と圧倒的戦闘力を持ち、その力をアラン機関に認められ、電波塔事件後に「見える目」を支援されたアランチルドレンでもある。
使用する拳銃は.357マグナムのスナブノーズ（短銃身）のリボルバー。通常のリボルバー拳銃とは異なり、銃身の下部にマズルが位置する特殊な構造をしている。
あらゆるものにおいて「バランス」を重視しており、DAが日本を支配しているような光景を見て、「バランス」を取るためにアラン機関の支援を受けてテロ行為を繰り返す。一方で同じアランチルドレンである千束と通じ合うところがある。
ロボ太（）
声 - 榊原優希
ロボットの被り物をしているハッカー。自身が一番のハッカーであることに強くこだわる、子供じみた性格。吉松シンジからウォールナットの抹殺等の仕事を引き受ける。その後、姫蒲から「真島が千束に興味を持つように」との指示で真島に接近するものの、真島に詰め寄られたことでサイバー戦の分野で真島の活動をサポートすることになる。
ジン
声 - 俊藤光利
暗殺者。非常に高い実力を持つベテランで、ほとんど口を利かない静かな仕事ぶりから「サイレント・ジン」の異名を持つ。かつてのミカの同僚であり、本編開始15年前まで警備会社でコンビを組んで裏の仕事を手掛けていた。旅行者・松下をめぐる事件で一時的に敵対するが、その後は和解し、ミカのことを気にかけて喫茶リコリコにも来店している。

## 用語・設定
DA（）
正式名称「Direct Attack」。テロリスト等の犯罪者を暗殺することでテロ・犯罪を未然に防ぐ治安維持組織。国を守る公的機密組織であり、政府に協力するが、警察などの機関と異なり独立した特権を有する。千束たちリコリスに訓練を施す育成機関としての側面もある。このほか様々な部署があり、情報部にはミズキが所属していた。本部は都心から離れた山中の国有地内にあり、関係者以外場所を知らない。また本部にはAI「ラジアータ」が設置されており、各種作戦を補佐する。千束によれば、宮内庁の元料理長がDAの食事を作っているという。
リコリス
銃器を用い犯罪者を処分することを任務とする、DAの実働部隊員。「マーダーライセンス」を与えられ、犯罪を未然に防ぐための殺人が許可されている。リコリスの存在は社会から秘匿されており、人目につかないよう高校生風の制服を着用して活動しており、制服着用時のみ銃器使用が許可されている。能力に応じてランクが存在し、上から順に赤い制服はファースト、紺の制服はセカンド、薄いベージュの制服はサードとなっている。メンバーは戸籍のない孤児の少女たちで構成され、DAで戦闘訓練を受けている。また戸籍がなくパスポートが取れないため、活動は日本国内に限られる。正確な誕生日が不明であるためDAの登録日を誕生日としている。リコリスのライセンス更新は本部での定期的な健康診断・能力検査が必要となっている。リコリスは大人になると役目を終え、その後は海外の諜報機関などに出荷される。
現在の東京のリコリスは45口径のグロック21を標準的な装備としている。手のサイズ上厳しい場合は例外的に他の口径のグロックを渡される事もある。規格を統一させることでコスト削減、訓練効率を上げている。通常の仕事では滅多に使うことはないが、45口径のサブマシンガンを装備することもある。
電波塔事件前、DAではリコリスよりリリベルの方が有力とされていたが、電波塔事件において任務にあたっていたリリベルが全滅し、千束が活躍したことでリコリスの立場が強くなっていった。
ロボ太の調査によると、元は明治政府樹立以前に組織された治安維持組織「八咫烏」傘下のひとつである「彼岸花」（ヒガンバナ）という名前の静寂主義を標榜していた女系暗殺部隊で、その学名により現在の「リコリス」に改名したとされる。徽章にはヒガンバナが図案化されている。なお「八咫烏」傘下の組織は他に、力終主義である男系暗殺部隊「君影草」（スズラン）および消耗主義である影武者部隊「花葵」（タチアオイ）が存在していた。
リリベル
少年のみで構成されたDAの実働部隊員。千束によると「男の子版リコリスみたい」で「おっかない」。リコリスよりも武力による制圧に重きを置いた組織。社会に激震が走るレベルの事件に対して動く。女子高生風のリコリスと違い、戦闘服姿で小銃を使用する。一般隊員は白、隊長は赤を基調とした戦闘服を着用している。徽章にはスズランが図案化されたものが用いられている。
過去には、千束をターゲットとするリリベルが喫茶リコリコやセーフハウスにたびたび押し掛けていたが、ミカと楠木が上層部と交渉し止めさせている。12話では機密保持のために世間に存在が露呈したリコリス殺処分の命を受け出動した。隊長を務めた少年（声 - 市川太一）は千束のことを知っている様子を見せた。
喫茶リコリコ
DAの支部のひとつ。錦糸町駅北口から少し歩いた墨田区内の下町に所在し、表向きは「和洋折衷」をコンセプトとした普通のカフェとして営業している。DAからの任務の他、「お客様の悩み事を何でも解決する」との建前で、一般人からの護衛などの依頼も請け負っている。閉店後や休日には常連客を交えたボードゲーム大会が開かれる。地下は防音設備が施された射撃場になっている。単独経営では立ち行かずDAからの支援金に頼っている。
DAの支部の設立および存続条件には「1人以上のファーストリコリスの所属」が含まれているらしく、ファーストリコリスである千束の異動は喫茶リコリコ閉店に繋がるとのこと。
アラン機関
「匿名支援の代名詞」として知られる謎の人物、アラン・アダムス名義で活動している支援団体。貧困層などからあらゆる分野の才能ある子どもを見つけて無償支援を行っている一方で、裏では銃取引に関わるなど実態の不透明な組織。フクロウのようなチャームをトレードマークとしており、機関の支援を受けた人々（アランチルドレン）にも贈られている。
なお、「所属員は支援対象者に接触してはならない」という規則が定められている。
クリーナー
犯罪の被害に遭った現場の修復や、負傷した犯罪者の回収を仕事とする業者。DAに犯罪者を引き渡した場合は暗殺されるため、たとえ犯罪者であっても殺すことを良しとしない千束が頻繁に利用しているが、高額の依頼料を支払う必要があり、喫茶リコリコの経営を圧迫する一因になっている。
拘束ワイヤー射出器
すべてのリコリスが装備しており、相手を拘束する際や動きを制限したいときなどに使用するワイヤー射出器。レーザー照準器が搭載されており、射程距離は短いものの確実に相手を拘束できる。
非殺傷弾
千束が任務で使用する、人間を殺害できないよう威力を抑えられた拳銃弾。開発者はミカ。赤く着色したプラスチックの粉末と金属粉末を混合した特殊なフランジブル弾で、命中時に血煙のような赤い煙が巻き上がるようになっており、撃たれた者の仲間には、普通の弾丸で仲間が撃たれたように見える。銃口を密着させて撃っても相手が死亡することはないが、撃たれた相手は千束曰く「死んだほうがマシ」と感じるほどの痛みに襲われる。
上記のような特徴と引き換えに弾道のブレが非常に大きく有効射程が極端に短くなっているため、千束は自身の身体能力を活かして相手に接近し、確実に命中させている。
人工心臓
先天性心疾患を患い余命が限られていた千束が幼少期にアラン機関から提供・移植された、完全置換型の人工心臓。一般に知られている医療テクノロジーの数世代先を行くとも言われる高性能を誇るが、耐用年数は十数年程度と短く、移植時点では千束が成人する頃に寿命を迎えると推測されていた。この心臓もアランチルドレンの手で開発されたもので、DAの医師・技術者の技術力をもってしても修理は不可能。
内蔵バッテリーを外部から充電することで稼働しており、千束は定期検診の際に充電を受けていたが、第9話で姫蒲の策略により充電機能を破壊され、千束の余命はその時点で充電されていたバッテリーの残り残量である2か月となってしまう。
延空木での真島との戦いの最中に不調が現れはじめるが、最終話で改良型へと交換された。
旧電波塔
東京の象徴的存在だった電波塔。10年前、「電波塔事件」により半壊状態となる。急造した補強によって現状をなんとか維持し、「現代日本の平和の象徴」となっているが、電波塔としての機能は失われており、新たに「延空木」が建造されることとなった。
電波塔事件
10年前、電波塔がテロリストによって占拠され倒壊しかけた事件。当時7歳だった千束の活躍によってテロリストは壊滅し、完全なる倒壊は免れた。以降、日本国内では大規模な事件が起きておらず平和が保たれており、故に「最後の大事件」とも称される。
延空木（えんくうぼく）
破壊された旧電波塔に代わって建造された新たな東京のシンボル。旧電波塔を上回る大きさで、高さは634m。
最終話近くになって完成し、真島との最終決戦の舞台となった。最上階は展望フロアとなっており、透明な強化ガラスで蓋をされた吹き抜けから真下を覗き込むことが出来る。千束と真島はこのガラス部分を走り回って格闘戦を演じたため、最終的に割れてしまい転落するが、千束はたきなが撃った拘束ワイヤーで吊り上げられたことで九死に一生を得る。
銃取引事件
たきなが左遷されるきっかけになった事件。1000丁の銃取引の情報を掴んだDAは現場にたきな、フキ、エリカ、ヒバナを向かわせたが、エリカが人質になったため、千束の応援を頼み、たきなたちを待機させる。しかしDAとの通信がウォールナットによって途絶。犯人が人質殺害を予告したため、たきなは敵から奪った重機関銃を用いて独断で機銃掃射を行い犯人グループを射殺する。しかし取引されたはずの銃1000丁が現場から見つからず、DA上層部はAI「ラジアータ」がハッキングされて指揮系統が混乱したことを隠蔽するため、たきな一人のスタンドプレーによる失態としてDA本部から喫茶リコリコに左遷し、事件を幕引きした。後に銃取引自体がリコリス突入の3時間前に終了していたことが発覚し、偽の取引時間情報を掴まされたと判明するものの、たきなの処遇は変わらず、上層部への報告もされなかった様子。
取引された銃の一部は真島グループの地下鉄襲撃に使われたが、大半は真島グループによって都内各所にばら撒かれ、半数以上は物語終了時点でも回収できていない。

## スタッフ・製作
| 原作                                    | Spider Lily                           |
| 監督・シリーズ構成                      | 足立慎吾                              |
| 副監督                                  | 丸山裕介                              |
| ストーリー原案                          | アサウラ                              |
| キャラクターデザイン                    | いみぎむる                            |
| サブキャラクター デザイン               | 山本由美子                            |
| 衣装デザイン                            | 鈴木豪、浮き足                        |
| リコリス制服 デザイン原案               | 尾内貴美香                            |
| プロップデザイン                        | 朱原デーナ                            |
| 銃器デザイン                            | 寺岡賢司                              |
| 銃器作画監督                            | 江間一隆                              |
| メインアニメーター 銃器・アクション監修 | 沢田犬二                              |
| 美術監督                                | 池田真依子                            |
| 美術設定                                | 六七質 綱頭瑛子（協力）               |
| 背景                                    | 草薙                                  |
| 色彩設計                                | 佐々木梓                              |
| CGディレクター                          | 森岡俊宇                              |
| 撮影監督                                | 青嶋俊明                              |
| 編集                                    | 須藤瞳                                |
| 音響監督                                | 吉田光平                              |
| 音響効果                                | 上野励                                |
| 音楽                                    | 睦月周平                              |
| 音楽プロデューサー                      | 山内真治                              |
| 音楽制作                                | アニプレックス                        |
| チーフ プロデューサー                   | 三宅将典                              |
| プロデューサー                          | 神宮司学、吉田佳弘 大和田智之         |
| 宣伝プロデューサー                      | 高橋里美                              |
| 制作統括                                | 柏田真一郎、加藤淳                    |
| アニメーション プロデューサー           | 中柄裕二                              |
| 制作                                    | A-1 Pictures                          |
| 製作                                    | アニプレックス ABCアニメーション BS11 |

### 企画・スタッフィング
企画のきっかけについてストーリー原案のアサウラは、アニメ『冴えない彼女の育てかた』の打ち合わせで自身が話題に上ったことだとしている。当初はミリタリー色の強い、シビアで空気感が暗い作品であったが、後に作品へ参加した足立慎吾の「見て暗い気分になるアニメは、今はあまり求められておらず、そのフィールドでは『GUNSLINGER GIRL』に勝てない」との考えにより、千束とたきなの関係を軸にした明るい作品となった。足立は共感しやすい作品にするよう心がけたと述べ、ターゲットが狭まらないよう心がけたとしている。
キャラクターデザインのいみぎむるは、足立が熱量のあるデザイナーを探していた折の冬コミでの偶然の出会いが契機で起用された。いみぎむるのデザインをできる限り再現するため、異例ながらキャラクター原案だけではなく、キャラクター設定画まで一貫していみぎむるが担当することとなった。なおリコリス制服のデザイン原案は、足立の発案により乃木坂46など実在するアイドルの衣装を手がけた尾内貴美香が担当した。
本作では監督に加えて副監督がクレジットされており、監督はシナリオと絵コンテなどの演出面を、副監督は中間成果物のチェックなどの映像面を担当している。足立はこれを、アニメーターとして活動するのではなく監督として作品の方向性を示すためだとしている。
なお、本作10話にて絵コンテを足立と共同で務めた伊藤智彦は、本作の放送時期について「当初の予定から3クール分くらい後ろに行っているはず」と述べている。

### キャラクター設定
アサウラの従来の作品にも見られた特徴として、キャラクターの名前には花の名前が用いられている。錦木千束の名前の由来は錦木塚の伝説に登場する千束の錦木であり、千束のキャラクター性は錦木の花言葉である「あなたの魅力を心に刻む」「危険な遊び」から構想された。たきなはギボウシの西日本での呼称であり、花言葉である「静かな人」を体現したような性格に設定された。
いみぎむるによると、たきなのデザインは当初から黒髪ロングにすることが決まっていて、ストレートで飾り気のない性格であることから王道を意識したため、早期に完成したという。たきなのデザインがシンプルであったため、千束のデザインははっきりと特徴を出すために、シルエットだけでも判別できるようにリボンと巻き髪が設定され、髪色についても当初は青みがかった影のある白髪だったが、王道から少し変えるために黄色がかった白髪に設定された。
ミズキのデザインは、美人ではあるが「残念なお姉さん」キャラとして表情で遊んでもらうことを意識して設定された。クルミのデザインは、当初は『この美術部には問題がある！』のコレットに似ていたためにもう少し区別化するよう足立からリテイクを出され、いみぎむるのこだわりであるデコ出しは残し、黒いリボンやダボダボのパーカーを追加してぐうたら感を出すように作られた。ミカのデザインは、足立からアフリカ系とオーダーされていたため、海外のサッカー選手を参考にしたという。また、ギャップを出すために和服を着用させることになり、喫茶リコリコの制服も和装テイストとなった。
フキとサクラなどの他のリコリスのデザインについては、千束とたきなを立てたいため、足立からはベタな美少女にしないようオーダーされたという。ロボ太は、名前が「0.5秒で考えた」もので、当初は紙袋をかぶる設定だった。
真島は、本作がアクションエンタメであることから千束の戦闘力と張り合うことができる悪役が必要だったため、肉弾戦もこなすバイキンマンのようなキャラクターとして設定された。当初はいい画を撮るためにテロを起こすサイコな映画監督という設定だったため、映画好きの設定がその名残となっている。デザインについては「アロハを着たサイコ野郎」とオーダーされた。

### 演技・役作り
たきな役を務める若山は「たきながクールで不愛想に見えるのは、目的完遂のためにずっと真面目に生きてきたからだ」と解釈しており、クールにし過ぎないこと意識して演じている。
クルミ役を務める久野は、アフレコ前にクルミの年齢を尋ねたところ具体的な年齢ではなく「喫茶リコリコの中で唯一、ミカと対等に話せる大人」と返答された経緯もあり、40代くらいの精神年齢として同役を演じている。また久野は、クルミがハッカーゆえに他人とは違う思考回路を持っている、との考えから常に冷静でいることを心掛けているという。

### プロモーション
2021年12月31日22時37分ごろにTOKYO MXほかにて情報解禁CMが放送され、製作が発表された。
2022年3月26日にはAnimeJapan 2022にて足立慎吾、アサウラ、柏田真一郎（アニプレックス、A-1 Pictures）らによるトークショーが行われた。
6月12日にはTOHOシネマズ錦糸町 楽天地にて第1話から第3話までの先行上映会が実施され、6月26日にはテレビアニメ『Engage Kiss』と合同で第1話先行上映会が行われた。
作中の「喫茶リコリコ」を再現したTwitterアカウントが3月26日に開設され、放送と連動した投稿が行われている。また、放送中の7月6日には公式pixivアカウントが開設され、原画や設定画などの設定資料が公開されている。
本作のSNS運用について宣伝プロデューサーの高橋里美は、キャラクター同士の関係性や日常をファンの日常に届けることで、物語性が生まれ作品をより楽しめると考え、公式アカウントとは別に喫茶リコリコのアカウントを運用していると述べた。
2022年8月21日には第5話に登場した隅田川を運航する水上バスにちなみ、墨田区観光協会により東京水辺ラインを「リコリコ特別便」として貸し切り千束・たきなによる録り下ろしナレーションでの観光案内を行う、「リコリコプロヂュース 水上バスで大観光！」と題したクルージングイベントが行われた。第一回の応募倍率が10倍以上となるほどの好評を受け、10月23日には同イベントの第二回が実施された。
2023年2月11日に「リコリス・リコイル」スペシャルイベント「喫茶リコリコプレゼンツ アフターパーリィ！ Tomorrow is another day.」がすみだトリフォニーホールにて開催され、イベント内で新作アニメーションの制作が発表された。

## 評価・反響

### 売上
オリコンの調査によれば、Blu-ray第1巻の発売一週間での売上は2.1万枚に達し、2022年におけるテレビアニメシリーズ作品としては最高記録となっている。また、メディアミックスの累計発行部数はライトノベルが25万部、コミックスが41万部を記録している。

### 批評
ライター・のざわよしのりは、本作の魅力としてスタッフの人選がユニークだった点を挙げている。本作のキャラクターデザインは漫画家・いみぎむるが起用されているが、漫画家はキャラクター原案としてアニメ制作に携わり、アニメ用の設定清書はアニメーターが担当することが殆どのケースを占める中、今回のいみぎむるの起用は大抜擢だとしている。リコリス制服デザイン原案はアイドルの衣装デザインを手がけた尾内貴美香が起用されているが、服飾専門の人間がアニメの衣装デザインに起用されるのは珍しいとしている。監督にはキャラクターデザイン・総作画監督を務めた経験を持つ足立慎吾が起用されているが、足立は本作が初監督作品ではあるものの、「キャラクターたちのエモーショナルな動きと心情」をアニメーター経験の視点で見事に設計したと称賛している。
ライター・倉嘉リュウは、本作は女性W主人公であり対照的な性格である二人が互いに影響を与え成長していく物語だとしている。また、本作は日常シーンやギャグシーンが多いものの、人の命を扱う題材であることから重めのストーリーとなっているが、性格が明るい千束の存在によってストーリーがシリアスになりすぎずに絶妙なバランスを保てていると評している。

### 受賞
| 年     | 賞                           | 部門                                    | 候補                                | 結果       |
| ------ | ---------------------------- | --------------------------------------- | ----------------------------------- | ---------- |
| 2023年 | 第9回 Anime Trending Awards  | Anime of the Year                       | リコリス・リコイル                  | 3          |
| 2023年 | 第9回 Anime Trending Awards  | Girl of the Year                        | 錦木千束                            | 3          |
| 2023年 | 第9回 Anime Trending Awards  | Girl of the Year                        | 井ノ上たきな                        | 7          |
| 2023年 | 第9回 Anime Trending Awards  | Couple or Ship of the Year              | 千束×たきな                         | 4          |
| 2023年 | 第9回 Anime Trending Awards  | Supporting Girl of the Year             | クルミ                              | 8          |
| 2023年 | 第9回 Anime Trending Awards  | Best in Animation                       | リコリス・リコイル                  | 6          |
| 2023年 | 第9回 Anime Trending Awards  | Best in Character Design                | リコリス・リコイル                  | 受賞       |
| 2023年 | 第9回 Anime Trending Awards  | Best in Episode Directing and Storybord | 第4話『Nothing seek, nothing find』 | 8          |
| 2023年 | 第9回 Anime Trending Awards  | Best in Original Screenplay             | リコリス・リコイル                  | 2          |
| 2023年 | 第9回 Anime Trending Awards  | Ending Theme Song of the Year           | 花の塔                              | 6          |
| 2023年 | 第9回 Anime Trending Awards  | Action or Adventure Anime of the Year   | リコリス・リコイル                  | 2          |
| 2023年 | 第9回 Anime Trending Awards  | Drama Anime of the Year                 | リコリス・リコイル                  | 受賞       |
| 2023年 | 第9回 Anime Trending Awards  | Best Voice Acting Performance - Female  | 安済知佳                            | 2          |
| 2023年 | Crunchyroll Anime Award 2023 | Anime of the Year                       | リコリス・リコイル                  | ノミネート |
| 2023年 | Crunchyroll Anime Award 2023 | Best Original Anime                     | リコリス・リコイル                  | 受賞       |
| 2023年 | Crunchyroll Anime Award 2023 | Best Director                           | 足立慎吾                            | ノミネート |
| 2023年 | Crunchyroll Anime Award 2023 | BEST VOICE ACTOR PERFORMANCE (JAPANESE) | 安済知佳                            | ノミネート |
| 2023年 | Crunchyroll Anime Award 2023 | BEST ACTION                             | リコリス・リコイル                  | ノミネート |
| 2023年 | Crunchyroll Anime Award 2023 | BEST MAIN CHARACTER                     | リコリス・リコイル                  | ノミネート |
| 2023年 | Crunchyroll Anime Award 2023 | BEST NEW SERIES                         | リコリス・リコイル                  | ノミネート |
| 2023年 | 第十七回 声優アワード        | 主演声優賞                              | 安済知佳                            | 受賞       |
| 2023年 | 第十七回 声優アワード        | 新人声優賞                              | 若山詩音                            | 受賞       |
| 2023年 | 第45回 アニメグランプリ      | グランプリ作品部門                      | リコリス・リコイル                  | 12         |
| 2023年 | 第45回 アニメグランプリ      | キャラクター部門                        | 錦木千束                            | 19         |
| 2023年 | 第45回 アニメグランプリ      | アニメソング部門                        | 花の塔                              | 16         |

### 第11話アイキャッチの差し替え問題
第11話のアイキャッチでは彼岸花に火をつけて吸う姿が描かれていたが、ヒガンバナは有毒であるため、作画を担当した浮き足から「絶対に真似しないで」との注意喚起が出された。その後、2022年9月30日には配信版における同話のアイキャッチを差し替えることが発表された。
また、公式サイト上では「リコリス筆記試験」と称し、アイキャッチ用のイラストを元にしたTwitter用のヘッダーバナーが配布されているが、そちらもアイキャッチの差し替えに合わせて変更されたほか、第11話以降のイラスト配布が延期された。

## 主題歌
「ALIVE」
ClariSによるオープニングテーマ。作詞・作曲・編曲は重永亮介。
第13話では挿入歌として「ALIVE LycoReco Version」が使用された。
ClariSのクララはアップテンポで疾走感があって力強い、ClariSらしくないと言われるような曲とし、カレンは「魂をぶつけるような楽曲」と述べ、ClariSとして「新しい一歩を踏み出すような楽曲」とコメントしている。
「花の塔」
さユりによるエンディングテーマ。作詞・作曲はさユり、編曲は宮田“レフティ”リョウ。
令和4年アニソン大賞裏大賞、ユーザー投票賞受賞。
さユりは、「出会いに纏わる光と影、喜びと切なさの両面を描いた曲」としている。

## 各話リスト
| 話数 | サブタイトル                | 脚本     | 絵コンテ          | 演出       | 作画監督 | アクション 作画監督 | 総作画監督                 | 初放送日      |
| --- | --------------------------- | -------- | ----------------- | ---------- | --- | ------------------- | -------------------------- | ------------- |
| #01 | Easy does it                | 足立慎吾 | 足立慎吾          | 柴田裕介   | 八角彩香 森田莉奈 | -                   | 山本由美子                 | 2022年 7月2日 |
| 井ノ上たきなは銃取引現場での命令違反を理由にDAから「喫茶リコリコ」に左遷され、優秀なリコリスとされる錦木千束と組むこととなる。千束は仕事に乗り気でないたきなにDAに戻れるよう協力すると約束。二人はストーカーに悩む篠原沙保里（声 - 島田愛野）から相談を受けた際、偶然にも篠原のSNSの写真にたきなが関係した銃取引現場が映り込んでいるのを発見。たきなは篠原をわざと誘拐させ犯人グループを射殺しようとするが、千束はそれを制止し犯人全員を生け捕りにする。 |                             |          |                   |            | |                     |                            |               |
| #02 | The more the merrier        | 足立慎吾 | 三浦貴博          | 尾之上知久 | 山中正博 高橋美香 | 平山貴章            | 竹内由香里                 | 7月9日        |
| 千束とたきなは、ハッカーのウォールナットから護衛の依頼を受ける。着ぐるみを着たウォールナットと合流したものの、アラン機関に雇われたハッカー・ロボ太の支援を受ける武装集団との戦闘中、ウォールナットは銃撃に倒れる。実は撃たれたのはウォールナットに扮したミズキであり、これはウォールナットが死亡したと偽装することで追っ手から逃れるという作戦の一環だった。喫茶リコリコに身を隠しクルミと名乗るようになったウォールナットに、千束は銃取引事件の証拠を解析するよう依頼する。 |                             |          |                   |            | |                     |                            |               |
| #03 | More haste, less speed      | 枦山大   | 足立慎吾 丸山裕介 | 丸山裕介   | 水谷雄一郎 滝口弘喜 小沢久美子 山村俊了 しまだひであき TOMATO                                                                                            | 岩澤亨 柴田海       | 鈴木豪 晶貴孝二            | 7月16日       |
| 千束がライセンス更新に行くと聞いたたきなはDA本部に同行。司令の楠木にリコリコでの成果を訴えるが、DAへの復帰は叶わないことを知る。千束は愕然とするたきなを励まし、たきなを嘲笑するフキ・サクラと公開模擬戦を行う。途中たきなも加勢し、二人は勝利を挙げリコリコに帰還する。 |                             |          |                   |            | |                     |                            |               |
| #04 | Nothing seek, nothing find  | 神林裕介 | 竹内哲也          | 竹内哲也   | 竹内哲也 神本兼利 | -                   | 鈴木豪 晶貴孝二            | 7月23日       |
| たきなが男物の下着を身に着けていると知った千束は、たきなを連れて女物の下着を買いに出掛ける。その後に立ち寄った水族館で、たきなは千束に犯人を殺さない理由とDAを離れた理由を聞く。同日、1話で銃取引を成功させた真島は、地下鉄駅で銃乱射テロを起こすが、DAのサードリコリスたちから返り討ちに遭う。真島は地下鉄を爆破して逃走したが、翌日の報道では脱線事故と報じられ真実は隠蔽された。 |                             |          |                   |            | |                     |                            |               |
| #05 | So far, so good             | 鹿間貴裕 | 鹿間貴裕          | 関暁子     | 佐藤光 斉藤千恵 戸髙真希 八角彩香 中岡響香 | -                   | 竹内由香里                 | 7月30日       |
| 千束とたきなは東京観光を目的に帰国したALSを患う老人・松下（声 - 関輝雄）の案内兼護衛に付く。一行は途中、殺し屋のジンによる襲撃を受けるが、クルミたちの助けで二人はジンを確保。松下は千束に妻子の仇であるジンを殺してくれと懇願するが、千束がこれを断ると反応がなくなる。その後、松下は寝たきりの入院患者を何者かが利用した架空の人物だったと判明する。一方、真島はリコリス掃討に向けて動き出す。 |                             |          |                   |            | |                     |                            |               |
| #06 | Opposites attract           | 鹿間貴裕 | 鹿間貴裕          | 佐久間貴史 | 山本真夕子 細田沙織 小松沙奈 | -                   | 山本由美子                 | 8月6日        |
| サードリコリス4人が真島らに立て続けに襲撃されたことを受け、たきなは安全のため千束と同居を始める。サードリコリスを襲撃してもDA本部が見つからないことで腹を立てた真島は、ロボ太に3日以内にDA本部を見つけるよう強要。切羽詰まったロボ太は、ドローンで撮影した千束をトップのリコリスだと教える。千束は真島一味に襲撃されるが、たきなたちリコリコのメンバーが駆け付け救出。一連の事件の発端がクルミのDAハッキングであることが判明し、クルミはたきなに謝罪する。現場から逃れた真島はさらに憎悪をつのらせ、アランチルドレンでありながらリコリスである千束に興味を向ける。 |                             |          |                   |            | |                     |                            |               |
| #07 | Time will tell              | 枦山大   | 柴田裕介          | 柴田裕介   | 小川玖理周 山本真夕子 神本兼利 佐藤ひかる | -                   | 晶貴孝二 森田莉奈          | 8月13日       |
| ミカのメールが偶然見えてしまった千束は、楠木からの呼び出しでリコリコ存続の危機と邪推する。真島一味はロボ太にDAを攪乱させ、警察署を襲撃するが、容疑者は暴力団員と報道されまたも真実は隠蔽される。千束とたきなはミカが呼び出された会員制バーに潜入。そこに現れた吉松は千束の殺しの才能を生かすため人工心臓を与えミカに託したが千束が殺しをしていないことを責め、ミカは苦悩する。吉松の素っ気ない態度に千束は戸惑うが翌日元気に出勤する。 |                             |          |                   |            | |                     |                            |               |
| #08 | Another day, another dollar | 神林裕介 | 相澤伽月          | 伊福覚志   | 合田浩章 戸谷賢都 橋本純一 河野敏弥 高瀬さやか 山本祐子 臼井篤史 錦見楽 越後光崇 山本真夕子                                                              | -                   | 鈴木豪                     | 8月20日       |
| たきなは赤字が続くリコリコの経営改革に着手し、見事黒字転換させる。千束は自宅に侵入した真島と対峙。真島は、自らが電波塔事件を起こしたテロリストの一人で、その当時に幼い千束に制圧されたことや自分も殺しの才能を見込まれたアランチルドレンであること、アラン機関は決して慈善団体ではないことを告白して立ち去る。その後、定期健診を受けに行った千束は看護師になりすました姫蒲に拘束され、人工心臓に細工をされる。 |                             |          |                   |            | |                     |                            |               |
| #09 | What’s done is done         | 神林裕介 | 大槻敦史          | 丸山裕介   | 小松沙奈 森田莉奈 戸髙真希 | -                   | 山本由美子                 | 8月27日       |
| 千束の人工心臓は姫蒲に過充電されて修復不能となり、余命2ヶ月と宣告される。千束はDA司令の楠木から真島掃討作戦への参加を要請される。千束はたきなのDA復帰を交換条件に引き受け、たきなに正式に辞令が出る。クルミはミカを問いただし、吉松が千束に人工心臓の移植手術をした10年前のいきさつを聞き、真島と吉松が裏で手を結んでいると推測。それを知ったたきなは、千束を救うため本部への復帰を決意し、復帰前日、千束とのデートを企画し楽しみ別れる。その夜、真島は吉松に接触する。 |                             |          |                   |            | |                     |                            |               |
| #10 | Repay evil with evil        | 枦山大   | 足立慎吾 伊藤智彦 | 尾之上知久 | 山中正博 大槻菜穂 吉岡勝 李嘉 STUDIO MASSKET | 平山貴章            | 竹内由香里                 | 9月3日        |
| 死期を悟った千束は喫茶リコリコ閉店を決定。ミズキとクルミは海外へ旅立つべく空港へ。真島は吉松を誘拐し千束の事情や銃取引の黒幕がアランであることを聞き出す。DAは真島のアジトにたきなたちを踏み込ませるが、真島は別の場所からモニターで嘲笑する。延空木完成セレモニーの日、リコリコでミカは千束に振袖を着せ、吉松の真意を黙っていたことを涙ながらに詫びる。ロボ太は延空木を電波ジャックし、真島は大衆に向け、都内にばらまいた1000丁の銃で偽りの平和に抗えと挑発。DAは千束に出動命令を出し、ロボ太は千束が延空木に近づくと吉松の命はないと脅す。千束はミカと共に吉松救出に向かう。 |                             |          |                   |            | |                     |                            |               |
| #11 | Diamond cut diamond         | 神林裕介 | 岩畑剛一          | 関暁子     | 神本兼利 佐藤ひかる 前田顕 安岡幸恵 ハンミンギ 西尾智恵 伊藤美奈 山本真夕子 細田沙織                                                                     | 竹内哲也 沢田犬二   | 竹内由香里 森田莉奈        | 9月10日       |
| 千束とミカはロボ太に誘導され旧電波塔に到着。クルミは空港でも調査を続け、吉松が人工心臓をもう一つ入手していると突き止めミズキと引き返す。リコリコの異変に気付いたたきなはDA追放を覚悟で作戦から離脱。ロボ太はラジアータをダウンさせ、真島はリコリスの存在を市民に知らしめたあと、延空木におびき寄せたリコリスを爆薬で一網打尽にする。千束は旧電波塔で拘束された吉松を発見するが、待ち伏せていた真島の攻撃を受ける。そこへたきなが飛び込み加勢する。 |                             |          |                   |            | |                     |                            |               |
| #12 | Nature versus nurture       | 神林裕介 | 相澤伽月          | 柴田裕介   | 山本由美子 森田莉奈 小松沙奈 戸髙真希 佐藤ひかる 安岡幸恵 小川玖理周 細田沙織 前田顕 ハンミンギ                                                          | -                   | 山本由美子                 | 9月17日       |
| 千束とたきなは苦戦の末、真島を生け捕りにする。千束は吉松と再会するが、吉松は真島を殺さなかった千束を叱責し、2つ目の人工心臓が自分の体内にあり、欲しければ自分を殺して手に入れろと命じる。たきなは千束に代わって吉松を殺そうとするが、千束は吉松を逃がす。一方、DA上層部は真島の策略により存在が世間に暴露されたリコリスを処分すべくリリベル派遣の決断を下す。リコリス救援依頼を受け、千束とたきなは延空木でリリベルと対峙、クルミはロボ太のハッキングを妨害してラジアータの機能を復旧し、マスコミに流れたリコリスの戦闘の様子はすべて延空木で行われるイベントの宣伝映像だったことにした。リコリス処分は中止され、たきなたちリコリスは現場から引き揚げるが、再び真島が現れ千束は一人立ち向かう。 |                             |          |                   |            | |                     |                            |               |
| #13 | Recoil of Lycoris           | 神林裕介 | 足立慎吾          | 丸山裕介   | 山本由美子 中岡響香 佐藤ひかる 栗西祐介 高橋沙江子 落合瞳 迫江沙羅 山内尚樹 大貫巧 水谷雄一郎 張丁 戸髙真希 三浦綾華 泉坂つかさ 柴田裕介 前田顕 合田浩章 | 矢向宏志 西岡忍     | 山本由美子 森田莉奈 鈴木豪 | 9月24日       |
| 真島は延空木の電源を落とし、時限爆弾を作動させる。旧電波塔ではミカが吉松にとどめを刺す。千束は人工心臓の不調を感じながら真島と戦い、割れた展望台のガラスから二人とも転落するが、駆け付けたたきなが千束を救助した。真島が設置した時限爆弾は大量の打ち上げ花火であり、セレモニーの騒動はうやむやにされた。一連の事件後、喫茶リコリコは千束抜きで再開するが、たきなは人工心臓入れ替え手術後に脱走した千束を伊良部島で確保。千束の提案で喫茶リコリコの一行はハワイに移住し、キッチンカーで営業をはじめる。 |                             |          |                   |            | |                     |                            |               |

## 放送局
| 放送期間               | 放送時間                     | 放送局         | 対象地域   | 備考                                 |
| ---------------------- | ---------------------------- | -------------- | ---------- | ------------------------------------ |
| 2022年7月2日 - 9月24日 | 土曜 23:30 - 日曜 0:00       | TOKYO MX       | 東京都     |                                      |
|                        |                              | とちぎテレビ   | 栃木県     |                                      |
|                        |                              | 群馬テレビ     | 群馬県     |                                      |
|                        |                              | BS11           | 日本全域   | 製作局 / BS放送 / 『ANIME+』枠       |
| 2022年7月4日 - 9月26日 | 月曜 22:00 - 22:30           | AT-X           | 日本全域   | CS放送 / 字幕放送 / リピート放送あり |
| 2022年7月7日 - 9月29日 | 木曜 2:14 - 2:44（水曜深夜） | 朝日放送テレビ | 近畿広域圏 | 『水曜アニメ〈水もん〉』第1部        |
| 2022年7月8日 - 9月30日 | 金曜 2:15 - 2:45（木曜深夜） | メ〜テレ       | 中京広域圏 |                                      |

| 配信開始日   | 配信時間               | 配信サイト |
| ------------ | ---------------------- | --- |
| 2022年7月2日 | 土曜 23:30 - 日曜 0:00 | ABEMA |
| 2022年7月5日 | 火曜 12:00 更新        | GYAO! ニコニコチャンネル Prime Video Netflix dアニメストア （本店・ニコニコ支店・for Prime Video） U-NEXT アニメ放題 バンダイチャンネル Hulu FOD WOWOWオンデマンド ひかりTV Video Market music.jp GYAO!ストア |
|              | 火曜 23:00 - 23:30     | ニコニコ生放送 |
| 2022年7月6日 | 水曜 0:00 更新         | J:COMオンデマンド TELASA milplus auスマートパスプレミアム |

その他、Aniplus Asiaにて東南アジア地域、香港と韓国を対象にサイマル放送が、木棉花国際にて台湾での配信が、Crunchyrollにて英語吹替版、スペイン語吹替版、ポルトガル語吹替版、字幕版のサイマル配信が行われている。

## BD / DVD
Blu-ray DiscおよびDVD全6巻が、アニプレックスより発売された。
| 巻 | 発売日         | 収録話          | 規格品番      | 規格品番      |
| 巻 | 発売日         | 収録話          | BD限定版      | DVD限定版     |
| -- | -------------- | --------------- | ------------- | ------------- |
| 1  | 2022年9月21日  | 第1話 - 第3話   | ANZX-15301/2  | ANZB-15301/2  |
| 2  | 2022年10月26日 | 第4話 - 第5話   | ANZX-15303/4  | ANZB-15303/4  |
| 3  | 2022年11月23日 | 第6話 - 第7話   | ANZX-15305/6  | ANZB-15305/6  |
| 4  | 2022年12月21日 | 第8話 - 第9話   | ANZX-15307/8  | ANZB-15307/8  |
| 5  | 2023年1月25日  | 第10話 - 第11話 | ANZX-15309/10 | ANZB-15309/10 |
| 6  | 2023年2月22日  | 第12話 - 第13話 | ANZX-15311/2  | ANZB-15311/2  |

## ショートムービー
2024年7月29日に配信された「リコリコプロヂュース 2周年記念配信 in すみだ水族館 by 安済さんと若山さん」にて制作決定が発表された。「『リコリス・リコイル』Friends are thieves of time.」のタイトルで2025年4月から5月まで配信された。
TV本編最終話の宮古島での再会からハワイ行きまでの期間の、喫茶リコリコの日常風景を描くエピソードとなっている。

### スタッフ（ショートムービー）
- 原作 - Spider Lily[135]
- 監督 - 足立慎吾[135]
- キャラクターデザイン - いみぎむる[135]
- サブキャラクターデザイン - 山本由美子[135]
- 各話ゲストキャラクターデザイン - 齋藤悠、秋谷有紀恵[135]
- 作画監督 - 山本由美子、森田莉奈、齋藤悠、合田浩章、秋谷有紀恵[135]
- 銃器監修 - 江間一隆[135]
- プロップデザイン - 朱原デーナ[135]
- 美術監督 - 岡本綾乃[135]
- 美術設定 - 六七質、平義樹弥[135]
- 色彩設計 - 佐々木梓[135]
- CGディレクター - 森岡俊宇[135]
- 撮影監督 - 青嶋俊明[135]
- 編集 - 須藤瞳[135]
- 音響監督 - 吉田光平[135]
- 音楽 - 睦月周平[135]
- 音楽プロデューサー - 山内真治
- 音楽制作 - アニプレックス[135]
- アニメーションプロデューサー - 杉本俊輔
- 制作統括 - 清水暁、加藤淳
- チーフプロデューサー - 柏田真一郎
- プロデューサー - 神宮司学、吉田佳弘、大和田智之
- アニメーション制作 - A-1 Pictures[135]
- 製作 - アニプレックス、ABCアニメーション、BS11

### 主題歌（ショートムービー）
「花の塔」
さユりによる主題歌。作詞・作曲はさユり、編曲は宮田“レフティ”リョウ。

### 各話リスト（ショートムービー）
| 話数 | サブタイトル            | 脚本                  | 絵コンテ   | 演出       | 作画監督            | 配信開始日     |
| ---- | ----------------------- | --------------------- | ---------- | ---------- | ------------------- | -------------- |
| #01  | Take it easy            | 足立慎吾              | 佐久間貴史 | 佐久間貴史 | 山本由美子          | 2025年 4月16日 |
| #02  | Miles away              | いみぎむる （ネーム） | 足立慎吾   | 飛田剛     | 山本由美子          | 4月23日        |
| #03  | Scintillation of genius | 森周                  | 森公太     | 森公太     | 森田莉奈            | 4月30日        |
| #04  | Watch out!              | 冨永芳和              | 菊池貴行   | 菊池貴行   | 齋藤悠              | 5月7日         |
| #05  | Bittersweet first love  | 山本健                | 中西基樹   | 中西基樹   | 合田浩章            | 5月14日        |
| #06  | Brief respite           | 足立慎吾              | 迫井政行   | 迫井政行   | 秋谷有紀恵 鶴窪久子 | 5月21日        |

### 配信（ショートムービー）
| 配信開始日    | 配信時間        | 配信サイト |
| ------------- | --------------- | --- |
| 2025年4月16日 | 水曜 21:00 更新 | YouTube （アニプレックス公式） ABEMA dアニメストア （本店・ニコニコ支店・for Prime Video） DMM TV Hulu Lemino Amazon Prime Video U-NEXT アニメ放題 バンダイチャンネル ニコニコチャンネル |

### BD / DVD（ショートムービー）
| 発売日             | 収録話        | 規格品番                | 規格品番   | 規格品番   |
| 発売日             | 収録話        | BD喫茶リコリコお土産BOX | BD         | DVD        |
| ------------------ | ------------- | ----------------------- | ---------- | ---------- |
| 2025年11月12日予定 | 第1話 - 第6話 | ANZX-16711/3            | ANZX-16714 | ANZB-16714 |

## インターネットラジオ
『リコリコラジオ』（リコラジ）が2022年7月8日より毎週金曜、2022年10月7日より隔週で、2023年3月24日まで全27回がアニプレックス公式YouTubeチャンネルおよびアニメ公式サイトにて配信された。パーソナリティは錦木千束役の安済知佳と井ノ上たきな役の若山詩音が担当した。構成作家・ディレクターは長田宏。2022年11月13日にはBlu-ray＆DVD発売記念イベントとして『リコリコラジオ出張版』の公開収録が行われた。またリコリコラジオの終了をうけ、2023年3月25日のAnimeJapan 2023にて『リコリコラジオプレゼンツアフターパーリィ！in AnimeJapan2023』が行われ、「リコリコラジオは戻ってくる」との告知がなされ、同年7月2日に放送1周年を記念して『リコリコラジオ Anime Lycoris Recoil 1st Anniversary』が配信された。

### 各回ゲスト
- 第5回：ClariS（主題歌歌手、コメント出演）[137]
- 第6回：さユり（主題歌歌手、コメント出演）[137]
- 第9回：久野美咲（クルミ役）[137]
- 第12回：小清水亜美（ミズキ役）[137]
- 第14回：足立慎吾（監督）[137]
- 第15回：さかき孝輔（ミカ役）[137]
- 第16回：上田燿司（シンジ役）[137]
- 第18回：河瀬茉希（フキ役）、小市眞琴（サクラ役）[137]
- 第19回：八神結香（エリカ役）、三重野帆貴（ヒバナ役）[137]
- 第20回：榊原優希（ロボ太役）[137]
- 第25回：松岡禎丞（真島役）[137]

なお、第22回には『舞台リコリス・リコイル』で千束役、たきな役を演じた河内美里と本西彩希帆がそれぞれコメントを寄せている。

## 舞台
『舞台「リコリス・リコイル」』が、アニプレックスおよびOffice ENDLESSにより、天王洲銀河劇場にて2023年1月7日から15日にかけて公演された。Spider Lilyを原作とし、脚本をほさかよう、演出を山崎彬が務める。

### スタッフ・キャスト（舞台）
| 原作       | Spider Lily                          |
| 脚本       | ほさかよう                           |
| 演出       | 山崎彬                               |
| 音楽       | 坂本弦                               |
| 技術監督   | 寅川英司                             |
| 舞台監督   | 田中翼                               |
| 美術       | 竹邊奈津子                           |
| 大道具     | 合同会社Carps                        |
| アクション | 新田健太                             |
| 銃器協力   | 東京マルイ                           |
| 主催       | 舞台「リコリス・リコイル」製作委員会 |
| 協賛       | メイコー化粧品                       |
| 企画・制作 | アニプレックス、Office ENDLESS       |

| 錦木千束     | 河内美里   |
| 井ノ上たきな | 本西彩希帆 |
| クルミ       | 大渕野々花 |
| 中原ミズキ   | 石井美絵子 |
| ミカ         | 北村圭吾   |
| 楠木         | 三枝奈都紀 |
| 春川フキ     | 田上真里奈 |
| 乙女サクラ   | 彩木咲良   |
| 蛇ノ目エリカ | 井尻晏菜   |
| 吉松シンジ   | 小野健斗   |
| 姫蒲         | 新谷姫加   |
| ロボ太       | 竹内凜太郎 |
| 真島         | 仲田博喜   |

### BD / DVD（舞台）
2023年7月5日発売、規格品番はBlu-ray限定版：ANZX-10274/5、DVD限定版：ANZB-10274/5。

## 書籍

### コミカライズ
漫画『リコリス・リコイル』が『月刊コミックフラッパー』（KADOKAWA）にて2022年10月号より連載中。作画は備前やすのり、原作はSpider Lily。単行本発行部数は2024年3月時点で41万部を突破している。
- 備前やすのり（作画）・Spider Lily（原作） 『リコリス・リコイル』 KADOKAWA〈MFコミックス フラッパーシリーズ〉、既刊6巻（2025年2月21日現在）
  1. 2022年12月22日初版発行（同日発売[152][153]）、ISBN 978-4-04-682030-3
  2. 2023年5月23日初版発行（同日発売[154]）、ISBN 978-4-04-682470-7
  3. 2023年10月23日初版発行（同日発売[155]）、ISBN 978-4-04-682940-5
  4. 2024年3月23日初版発行（同日発売[102]）、ISBN 978-4-04-683411-9
  5. 2024年9月21日初版発行（同日発売[156]）、ISBN 978-4-04-683856-8
  6. 2025年2月21日初版発行（同日発売[157]）、ISBN 978-4-04-684497-2

漫画『リコリス・リコイル リコレクト』がComicWalker、ニコニコ漫画にて2022年10月28日から2024年7月12まで連載された。阿部かなり漫画、Spider Lily原作のスピンオフコミックで、千束とたきなの喫茶リコリコでの日常を描く。
- 阿部かなり（漫画）・Spider Lily（原作） 『リコリス・リコイル リコレクト』 KADOKAWA〈MFC〉、全2巻
  1. 2023年3月23日初版発行（同日発売）[160][161]、ISBN 978-4-04-682359-5
  2. 2024年7月22日発売[162]、ISBN 978-4-04-683393-8

また、『リコリス・リコイル 公式コミックアンソロジー』が2022年12月から全7巻がいずれもKADOKAWAより発売されている。
| 副題 | 編集部                   | 初版発行日（発売日）        | ISBN              | カバーイラスト |
| --- | ------------------------ | --------------------------- | ----------------- | -------------- |
| リロード | 電撃マオウ編集部         | 2022年12月27日 （12月22日） | 978-4-04-914800-8 | いみぎむる     |
| いみぎむる ikra たもりただぢ ヨコシマペンギン 苗川采 山村うみ 秋タカ 幌田 ぺけ タチ 花田ももせ もけお すのはら風香 安房さとる 竹本蒼太郎 [ 164 ]                                           |                          |                             |                   |                |
| リロード2 | 電撃マオウ編集部         | 2023年5月26日（同日）       | 978-4-04-915015-5 | いみぎむる     |
| いみぎむる 安房さとる ヨコシマペンギン タチ 如月南極 ぶりすけ 耳式 どま match すのはら風香 かしわぎつきこ 幌田 大倉ナタ りた [ 166 ]                                                       |                          |                             |                   |                |
| リロード3 | 電撃マオウ編集部         | （2023年12月27日）          | 978-4-04-915426-9 | いみぎむる     |
| いみぎむる ヨコシマペンギン タダノなつ 幌田 安房さとる 梅原うめ fu-ta ikra しーめ 犬裸 ほげらむ タチ kyoh [ 167 ]                                                                          |                          |                             |                   |                |
| リアクト | コミックフラッパー編集部 | 2022年12月22日（同日）      | 978-4-04-682096-9 | 野上武志       |
| 野上武志 葉来緑 才谷屋龍一 吉田創 槌居 弐尉マルコ 伊能高史 [ 168 ] |                          |                             |                   |                |
| リピート | アパンダ編集部           | 2022年12月22日（同日）      | 978-4-04-682054-9 | あっと         |
| あっと 阿部かなり 浜弓場双 あおのなち TivComic ぎんもく こじまたけし 涼海来夏 高野いつき みかづち れぇ にいな涼 若鶏にこみ 森永ミキ 桜木蓮 如意自在 GUNP そめちめ めきめき [ 169 ] [ 153 ] |                          |                             |                   |                |
| リピート2 | アパンダ編集部           | 2023年3月23日（同日）       | 978-4-04-682357-1 | 深川可純       |
| あっと こるせ 筒井いつき 真沼靖佳 キ村由宇 Sugar.栗かのこ ゆいち 森永ミキ 奈々鎌土 しろううらやま 凡竜 うたしま 弐尉マルコ [ 170 ]                                                         |                          |                             |                   |                |
| リピート3 | アパンダ編集部           | （2023年12月22日）          | 978-4-04-683243-6 | さがら梨々     |
| おーうち 火曜 稲岡和佐 西村啓 かぜぱな はも 戸賀環 こゆびたべる そめちめ じゃが 久川はる 森永ミキ くゥ 魚住さかな 槌居 さくらうめ [ 171 ]                                                  |                          |                             |                   |                |

### ノベライズ
電撃文庫（KADOKAWA）よりライトノベル『リコリス･リコイル Ordinary days』が2022年9月9日に、『リコリス･リコイル Recovery days』が2024年3月8日にそれぞれ発売された。著者はストーリー原案のアサウラ、イラストはキャラクターデザインのいみぎむる、原案・監修はSpider Lily。アニメでは入りきらなかった喫茶リコリコの様子にスポットを当てる。
『Ordinary days』の発売に際して、ゲームクリエイターの小島秀夫よりコメントが寄せられた。発売前には予約好調により2度の重版が行われ、発売前ながら累計発行部数が10万部を突破し、発売後の重版により2022年9月25日には紙本の発行部数が20万部に達し、同年11月25日には「発売から一ヶ月とちょっと」で紙本・電子書籍を合算した発行部数が25万部を突破したことが公表された。また、ORICONの調べによると同年12月時点で推定14万2610部を売り上げており、2022年度ライトノベル年間売上ランキング（タイトル別）では5位を記録している。2024年3月時点で小説シリーズの累計部数は50万部を突破している。
| 初版発行日（発売日） | ISBN              |
| --- | ----------------- |
| 2022年9月10日（9月9日） | 978-4-04-914618-9 |
| - 『閉じ行く人生にスイーツを』 - 『ガンファイトとコーヒーと千束の赤いアレ』 - 『Takina's cooking』 - 『リコリコ・オブ・ザ・デッド』 - 『ご注文は？』 |                   |
| 2024年3月10日（3月8日） | 978-4-04-915554-9 |
| - 『そして、幕が開く』 - 『Safety Work』 - 『Dog』 - 『Cough』 - 『One's duties』 - 『Common occurrence』 - 『そして、また』                         |                   |

### その他関連書籍
公式ファンブック『リコリス・リコイル ヒロインアーカイブ 千束＆たきな』が、Febri編集部（一迅社）より2023年2月21日に発売された。当初は2022年12月26日の発売を予定していたが、制作上の都合により延期となった。
- 『リコリス・リコイル ヒロインアーカイブ 千束&たきな』一迅社、2023年3月5日初版発行（2023年2月21日発売[182]）、ISBN 978-4-75-801795-4

## コラボレーション
すみだ水族館
リコリコプロヂュース2周年記念配信が行われ、今後のコラボも予定されている。

### ゲーム
ビルディバイド -ブライト-
アニプレックスによりコラボイラストが描かれているブースターパックが2023年2月24日に発売された。
Reバース for you
ブシロードによるトレーディングカードゲーム。タイアップとして、トライアルデッキおよびブースターパックが2022年11月25日に発売され、同社によるトレーディングカードゲーム『ヴァイスシュヴァルツ』とのタイアップとして、トライアルデッキおよびブースターパックが2023年6月2日に発売された。
白猫プロジェクト
2023年4月28日に、『白猫プロジェクト』が本作品とのコラボを実施、千束・たきな・クルミ・真島が白猫の世界に登場した。
ユニゾンリーグ
2023年7月1日よりコラボを実施、同作品に千束・たきな・ミズキ・クルミなどが登場した。また、コラボ限定モーションをスクショし、Twitterに投稿すると抽選でオリジナルコラボ商品が当たる事もあった。
マギアレコード 魔法少女まどか☆マギカ外伝
2023年9月22日から10月6日まで、千束とたきなが魔法少女になって登場するコラボイベントが実施された。
麻雀一番街
2023年10月9日 - 28日、コラボイベント「天和リコリコ」が実施された。

### グッズ
ローソン
2023年1月31日から、対象の商品を購入するとオリジナルクリアファイルをもらえ、loppiから購入できるオリジナルグッズ等を販売するコラボを実施した。また、同年8月1日からも同様のコラボを実施した。
いらすとや
2023年6月2日に、コラボLINEスタンプを発売した。作中の印象的なシーンやセリフを再現している。また同年7月11日より、オンラインくじも発売された。
SEIKO
時計ブランドSEIKOより、作品をモチーフとした時計が発売された。
BlueSUN
アニメコラボ腕時計専門ショップから千束とたきなが着用している制服をモチーフとしたデザインの時計が数量限定で発売された。
サンリオキャラクター
サンリオキャラクターズPremiumShopにて、コラボグッズの発売や、等身大パネルや、ミニパネルの展示、購入特典が配布された 。また、通販サイトからでも購入が可能だった。
極楽湯
2023年10月3日 - 31日、スーパー銭湯極楽湯にて「湯処リコリコ」と称してコラボグッズの販売、コラボメニューの提供、シールラリー、コラボ湯、パネル・ポスターの展示などが実施された。
東京マルイ
2024年3月14日トイガンの製造メーカー東京マルイより、千束が使用していた銃をガスガンとして再現、販売する。価格は29,800円。スペアマガジンも5,478円で同時に販売される。